# Marília Pêra
Marília Pêra (22 tháng 1 năm 1943 – 5 tháng 12 năm 2015) là một nữ diễn viên người Brazil. Cô được báo chí ca ngợi là "một trong những [năm 1980] mười nữ diễn viên xuất sắc nhất của thập kỷ" của Pauline Kael, Pera giành được Hiệp hội Quốc gia các phim Những người chỉ trích giải thưởng cho Nữ diễn viên xuất sắc nhất năm 1982 cho vai diễn trong Hector Babenco nổi tiếng 's Pixote, và đã nhận được giải thưởng Nữ diễn viên xuất sắc nhất tại Liên hoan phim Gramado (Người chiến thắng giải thưởng ba) và tại Liên hoan phim Cartegena cho Ngày tốt hơn của Carlos Diegues. Những bộ phim khác bao gồm Bar Esperança, Angels of the Night và Diegues ' Tieta do Agreste.

## Tiểu sử
Marília Soares Pêra (Marilia Pera da Graça Mello, sau khi cô kết hôn), sinh ngày 22 tháng 1 năm 1943 tại khu phố Rio Comprido, ở Rio de Janeiro.
Từ 14 đến 21 tuổi, Pêra làm vũ công trong các vở nhạc kịch và tái xuất trong vai Minha Querida Lady (1962), với sự tham gia của Bibi Ferreira, và tiểu sử của O Teu Cabelo Não Nega (1963) của Lamartine Babo, trong vai Carmen Miranda - vai diễn sẽ lặp lại một vài lần trong sự nghiệp của cô. Cha cô, Manoel Pear, đã đăng ký cho cô vào một trường múa ba lê cổ điển và đưa cô đến tivi, để nhảy. Perâ đã tham gia vào các chương trình như Espetáculos Tonelux, Grande Teatro Tupi, Grande Teatro da Imperatriz das Sedas, Teatrinho Troll và Câmera Um. Năm 1959, cô rời trường để kết hôn với nam diễn viên Paulo Graça Mello. Năm 18 tuổi, vào năm 1961, Pêra đi lưu diễn ở Brazil và Bồ Đào Nha với vở kịch Xã hội em bé búp bê của Henry Pongetti. Một năm sau, đóng vai chính trong vở nhạc kịch Como Vencer na Vida sem Fazer Força cùng với Procópio Ferreira, Moacyr Franco và Berta Loran.

### Sự nghiệp trong truyền hình
Năm 1965, Pera đã được thuê bởi đạo diễn Abdon Torres tham gia các diễn viên đó sẽ mở ra Rede Globo, và đóng vai chính trong các telenovelas Rosinha làm Sobrado và Padre Tiao, cả hai được viết bởi Moses Weltman. Cũng đã diễn trong A Moreninha, một bộ phim chuyển thể từ tiểu thuyết Joaquim Manuel de Macedo được viết bởi Graça Mello, người là giám đốc của nhà ga. Pêra cũng tham gia vào dàn diễn viên của Beto Rockfeller (1968), được viết bởi Bráulio Pedroso, trên TV Tupi, vở opera xà phòng được coi là một bước ngoặt của truyền hình Brazil, vì ngôn ngữ hiện đại và môi trường đô thị. Pêra được đạo diễn Daniel Filho mời trở lại Globo năm 1971, để diễn giải Shirley Sexy trong O Cafona, nhân vật khiến anh rất nổi tiếng. Ngay sau đó, cô đóng vai tài xế taxi Noeli trong Bandeira 2, được viết bởi Dias Gomes. Năm sau đó, Pêra đóng vai Serafina Rosa Petrone trong Uma Rosa com Amor ' Vicente Sesso, đối diện Paul Goulart. Sau đó, cô đóng vai chính của tiểu thuyết Supermanoela (1974), được viết bởi Walther Negrão.